# Энчилада
Энчила́да (исп. enchilada, дословно «приправленная соусом чили», «острая», «ярко-красная» по цвету соуса) — традиционное блюдо мексиканской кухни. Энчилада представляет собой тонкую тортилью из кукурузной муки, в которую завёрнута начинка. Начинка чаще всего мясная (обычно из курятины), но может состоять из яиц или овощей. Свёрнутые энчилады обжариваются на сковороде или запекаются под соусом (и иногда сыром) в духовой печи. Традиционно энчиладу поливают соусом моле из чили и какао.
Известной разновидностью блюда является энтоматада (томатный соус вместо соуса чили).
Классическая мексиканская энчилада, согласно определению Real Academia Española, включает в себя такие ингредиенты, как кукурузная тортилья, мясная начинка и подливка из томатов и соуса чили. На практике соус чили может быть самых разных видов: моле, острая сальса и даже соусы на сырной основе (к примеру, чили кон кесо). Также в состав блюда могут входить фасоль, картофель, овощи и другие компоненты. Вместо курицы могут быть использованы говядина, свинина и даже морепродукты.
Существуют и вегетарианские разновидности блюда. Особенно они популярны в Нью-Мексико, где энчиладу часто готовят, добавляя начинку не в свёрнутые тортильи, а в несколько их слоёв (аналогично лазанье).